# Palacio de Bellas Artes
Palatset för de sköna konsterna (”El Palacio de Bellas Artes”) är beläget i den historiska delen av Mexico City i Mexiko. Det är det största kulturhuset i landet och ansett som den mest betydande musikscenen i Mexiko och det mest betydande centrum som är ägnat åt de sköna konsterna i alla dess skepnader. Unesco utsåg det till konstnärligt monument 1987.
Det byggdes på uppdrag av den mexikanske presidenten Porfirio Díaz i slutet av hans mandat för att fira hundraårsminnet av Mexikos självständighet. Det ligger nu under Instituto Nacional de Bellas Artes (INBA).
Byggnaden rymmer olika scener och rum för utförande och utställning av konstverk. Särskilt märks den stora scenen, med plats för 1 977 personer i lokalen och en scen som är 24 meter bred. I lokalen finns en stor brandsäkerhetsridå (unik i världen för en teaterscen) med scener med de mexikanske hjältarna Popocatépetl och Iztaccíhuatl, och en vikt på 24 ton. Ridån tillverkades av Casa Tiffany i New York i form av ett stort pussel. I lokalens tak hänger kristallkronor, som formgavs av ungraren Geza Marotti och där man kan se den grekiska guden Apollon omgiven av konstens alla muser. Mexikos symfoniorkester, Nationalteater och Nationaloperan och Nationella danslaget (Compañía Nacional de Danza) ger sina föreställningar i denna lokal. Till de artister som uppträtt i palatset hör sångaren Lola Beltrán som var den förste mexikanske uttolkaren av den mexikanska folkmusiken (la música ranchera) tillsammans med Mariachi, totalt mer än 17 föreställningar, där också medverkade filmstjärnor. Bland andra artister hittar man: Maria Callas, Maria Tereza Montoya, Zubin Mehta, Luciano Pavarotti, Juan Gabriel, Plácido Domingo, Mstislav Rostropóvich och Rudolf Nurejev. Olika kända orkestrar från olika länder har spelat här, som filharmonikerna i London, New York, Wien, Moskva, Los Angeles, Kungl Filharmonikerna i London, den berömda venezuelanska ungdomsorkestern Simón Bolívar, orkestrar från Paris, Filadelfia, Stadskapellet i Dresden, Montréals symfoniker, och nationalorkestrarna i Spanien och Kina, bland annat. Föreställningarna har varit mycket varierade, och man har presenterat folksång, jazz, traditionell dans och balett och förstås opera, inklusive Les Luthiers.
Byggnaden rymmer två museer: Museo del Palacio de Bellas Artes och Museo Nacional de Arquitectura.

## Historia

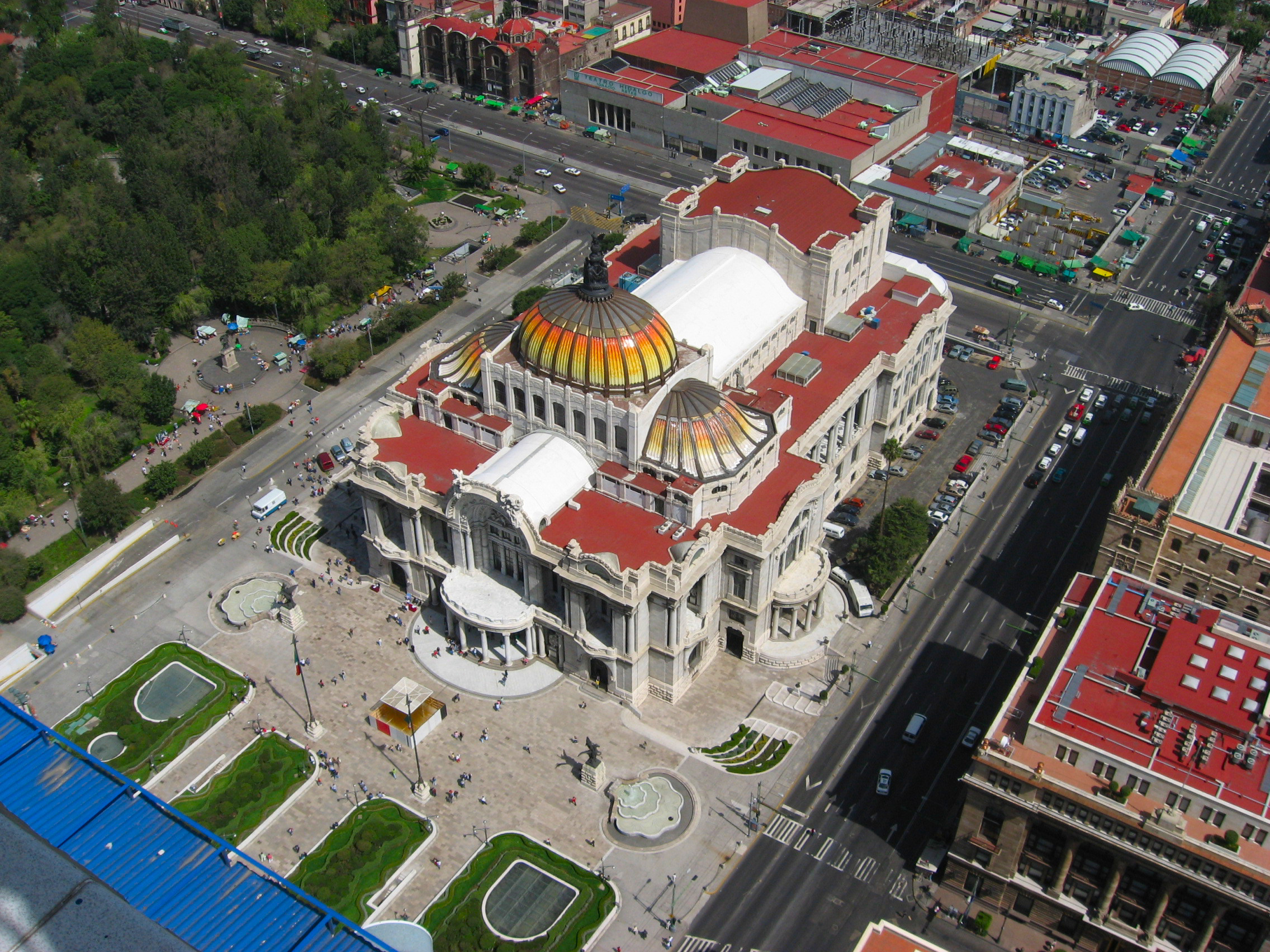
Vy över Palacio de Bellas Artes från utsiktsplatsen på Torre Latinoamericana.

Byggnaden började byggas den 2 april 1904 med målet att ersätta den rivna Nationalteatern (Teatro Nacional de México). Projektet leddes av den italienske arkitekten Adamo Boari, som designade byggnaden genom att blanda Art nouveau med Art déco.  Vit marmor användes för fasaden och marmor i olika toner i interiören, som har dekorerats av stora mexikanska muralmålare (David Alfaro Siqueiros, Diego Rivera, José Clemente Orozco etc).
Byggnadens höjd är 52 meter upp till spiralen och 42,5 till taket. Den har fyra våningar och en underjordisk parkering. Förutom stora salongen finns det andra utrymmen som Sala Manuel M. Ponce, Sala Adamo Boari, en kafeteria, en bokhandel och utställningslokaler såväl tillfälliga som permanenta.
Byggnaden skulle uppta arean mellan gatorna La Mariscala, Puente de San Francisco, Santa Isabel och Mirador de la Alameda (nu kallade Avenida Hidalgo, avenida Juárez, Eje Central Lázaro Cárdenas och Ángela Peralta). På grund av tekniska problem med sättningar i grunden, ekonomiska problem, att Adamo Boari återvände till Italien och den mexikanska revolutionen, försenades bygget och återupptogs flera gånger under trettio år, i stället för att slutföras på de fyra år som ursprungligen hade planerats.
Sättningar i grunden började visa sig 1907, och är ett problem som man fortfarande kan se och palatset ligger nu flera meter under gatunivån. När den mexikanska revolutionen bröt ut 1910, tappade byggandet fart, tills det slutligen avstannade 1916 och Boari övergav México. Efter sig lämnade han mer än 4000 dokument för slutförandet av projektet. Arbetet togs ånyo upp mellan 1919 och 1928, med föga framgång.
När Mexiko återfick sin ekonomiska och sociala stabilitet återupptogs arbetet 1931 under ledning av arkitekten Federico Mariscal, nu redan med namnet Palacio de Bellas Artes (”Palatset för de sköna konsterna”), och invigdes officiellt med en stor galaföreställning den 29 september 1934 av presidenten Abelardo L. Rodríguez, genom teaterstycket La verdad sospechosa (”Den tvivelaktiga sanningen”) av Juan Ruiz de Alarcón tolkad av den mexikanska artisten María Tereza Montoya. 
Byggandet av denna stora byggnad ledde till grundandet av Nationella Institutet för de sköna konsterna (INBA). Genom presidentdekret av Miguel Valdés tyska från Mexikos regering 1946 är det ett decentraliserat organ under  undervisningsministeriet. Det statliga institutet startade sin verksamhet som regeringsorgan i och med grundlagen från januari 1947. Eftersom institutet ägnar sig åt konst i Mexiko, har institutet teatrar, som bland andra Julio Castillo, Jiménez Rueda, El Granero, Orientación, Palacio de Bellas Artes. Institutet har också kontor, som det på Femtemajgatan nr 19, och huvudkontoret för INBA (Centro Cultural del Bosque) som ligger bakom Nationalauditoriet. Skolor finns för utbildning till skådespelare, (CEDART) Centro de Educación Artística, ett exempel är Luis Spota som ligger vid calle de Londres 16, Nationella teaterskolan, Nationella musikkonservatoriet, Musikhögskolan, olika dansskolor som la Escuela de Diseño,  La Esmeralda som hör till Instituto Nacional de Bellas Artes och skulptörskolan Artes Plásticas. Vidare finns utställningsgallerier, som "José María Velasco" och kulturcentran som (CNA) Centro Nacional de las Artes och Centro Cultural del Bosque (CCB).

## Väggmålningar
Väggarna i byggnaden har dekorerats av de mest kända väggkonstnärerna (muralistas)  Mexiko, vilka är: David Alfaro Siqueiros, Roberto Montenegro, Jose Clemente Orozco, Jorge González Camarena y Diego Rivera

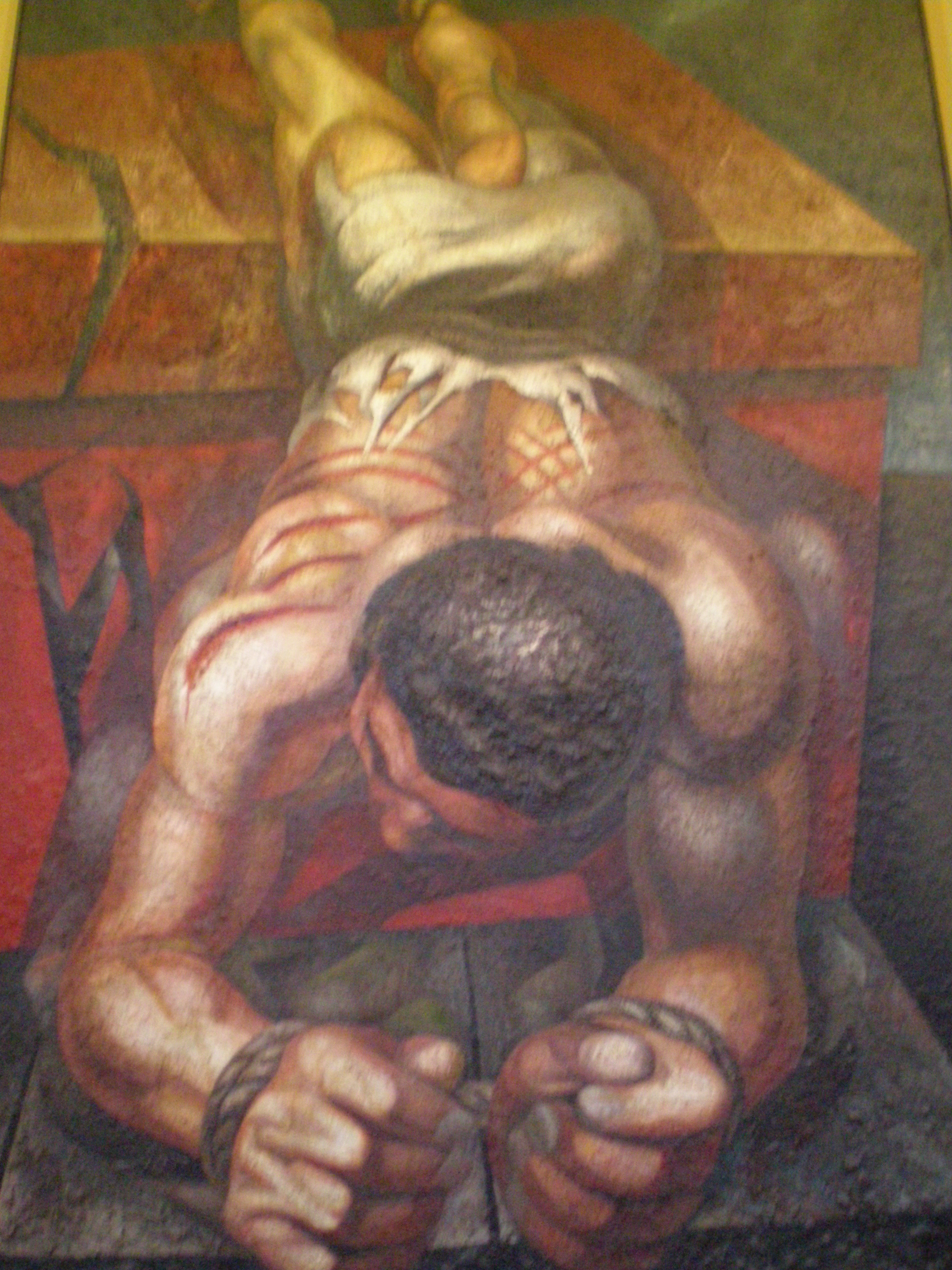
Palacio de Bellas Artes.

## Muralmålningar
Våningarna mellan bottenvåningen och den översta våningen domineras av ett antal muralmålningar målade av de mest kända mexikanska muralmålarna.  På andra våningen finns två tidiga 1950-talsverk av Rufino Tamayo: México de Hoy (”Dagens Mexiko”) och Nacimiento de la Nacionalidad (”Nationalitetens födelse”), en symbolisk avbildning av skapandet av mestisens identitet (en person med blandad indiansk och europeisk härkomst). På västra sidan av tredje våningen finns El Hombre En El Cruce de Caminos (”Mannen vid korsvägen”), ursprungligen tänkt 1933 för Rockefeller Center i New York. Ett stort vakuum sväljer världens rikedomar för att föda fabrikerna hos de kortspelande, hårddrickande vita kapitalisterna, inkluderande själve John D. Rockefeller medan arbetare samlar sig bakom socialismens röda fana och dess fanbärare Lenin.  Familjen Rockefeller blev inte glada över målningen och fick den övermålad och förstörd. Rivera återskapade den här 1934. På norra sidan av tredje våningen finns David Alfaro Siqueiros tredelade La Nueva Democracía (”Den nya demokratin”) och Riveras fyrdelade Carnaval de la Vida Mexicana (”Karneval av mexikanskt liv”); i öster finns José Clemente Orozcos La Katharsis (”Katarsis”), som avbildar konflikten mellan mänsklighetens ”sociala” och ”naturliga” sidor.

## Museo Nacional de Arte och  Museo Nacional de Arquitectura
Museet Palacio de Bellas Artes är den organisation som tar hand om muralmålningarna och andra konstverk i byggnaden och arrangerar också de tillfälliga utställningarna. Utställningarna täcker in många olika medier och visar upp mexikanska och internationella konstnärer, med fokus på klassiska och samtida konstnärer.
Arkitektmuseet upptar byggnadens översta våning, täckt av ett glas och ståltak. Det innehåller utställningar över kända mexikanska arkitekter inklusive modeller, planer och fotografier av större verk. Museet arrangerar också tillfälliga utställningar av sina samlingar i andra lokaler. Syftet är att visa upp det rika arkitektoniska arvet för den mexikanska publiken. Några av de större arkitekterna som visas på museet inkluderar Jaime Ortiz Monasterio, Carlos Mijares Bracho, Adamo Boari and Luis Barragan. Museet är uppdelat i fyra sektioner som kallas ”Kontraster inom arkitekturen” (”Arquitectura-contrastes: Jaime Ortiz Monasterio och Carlos Mijares Bracho”), ”Stadskärnan i Mexico City” (”Corpus Urbanístico de la Ciudad de México”), ”Mexikos nationalteater” (”Teatro Nacional de México”, originalritningar) och  ”Mexikos nationalteater” (”Teatro Nacional de México”). Det finns också tillfälliga utställningar som samtida arkitektur.

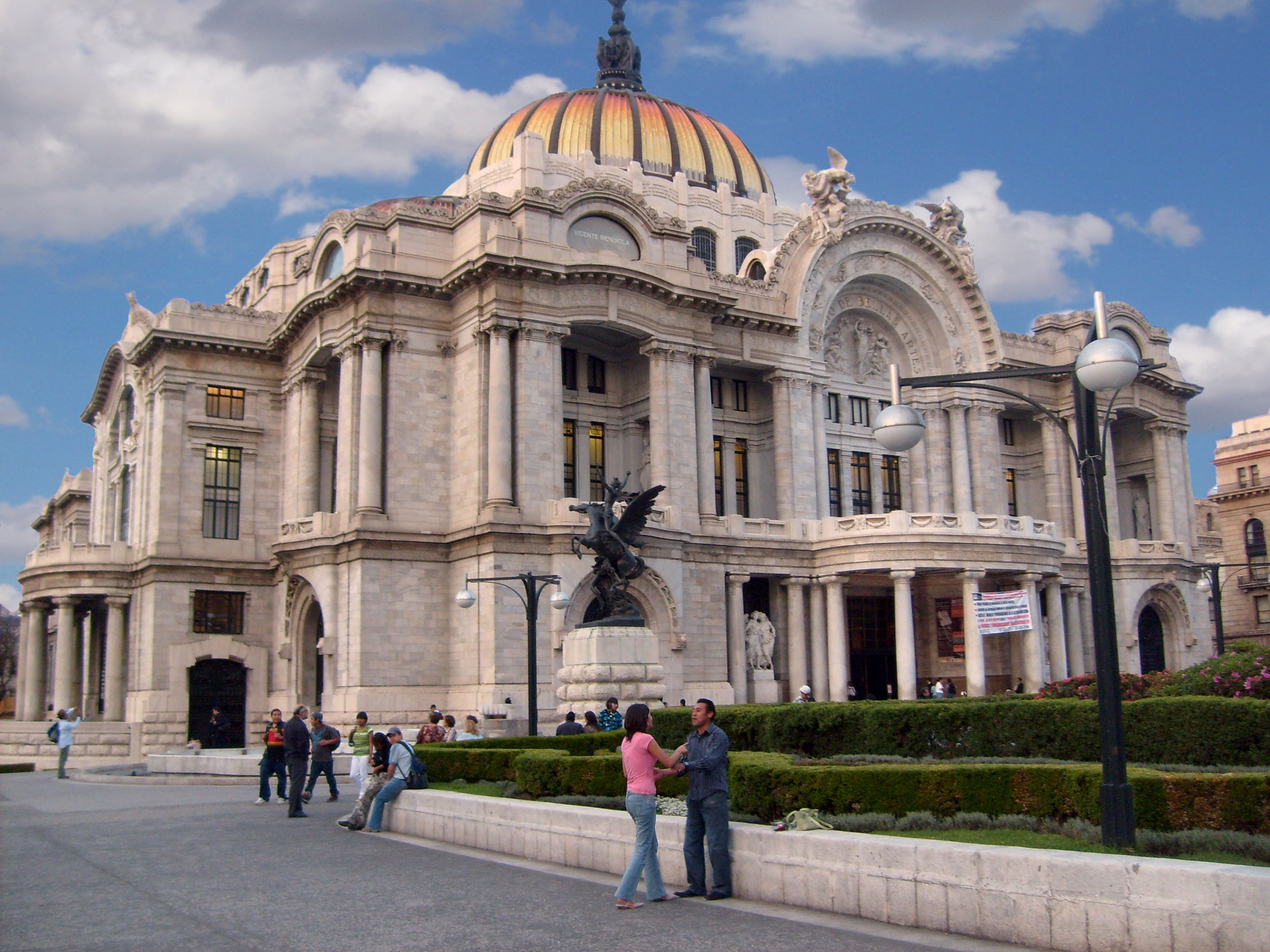
Palacio de Bellas Artes.